# (281272) Arnaudleroy
(281272) Arnaudleroy est un astéroïde de la ceinture principale.

## Description
(281272) Arnaudleroy est un astéroïde de la ceinture principale. Il fut découvert le 10 septembre 2007 au Pic du Midi par l'observatoire du Pic du Midi. Il présente une orbite caractérisée par un demi-grand axe de 2,75 UA, une excentricité de 0,211 et une inclinaison de 6,9° par rapport à l'écliptique.
Il fut nommé en hommage à Arnaud Leroy (né en 1974) qui est un astronome amateur français de l'observatoire du Pic du Midi.

## Compléments